# Solin (arheološka zona)
Arheološka zona Solina se prostire područjem grada Solina.

## Opis
Obuhvaća starovjekovne i srednjovjekovne građevine. Vrijeme nastanka starovjekovnih je 3. st. pr. Kr. Salona je smještena pored ušća rijeke Jadra (Solinske rike). Salona vrlo rano postaje uporište ilirskog plemena Dalmata. U 3. st. pr. Krista Salona postaje emporij isejskih Grka,a pod rimskom vlašću uskoro postaje glavni grad rimske provincije Dalmacije-Colonia Martia Iulia. Najstariji dio grada je Urbs Vetus ( terme, forum, kapitolij, kurija i teatar s hramom i trgom). Grad se širi na Urbs Occidentalis (zapadni grad s amfiteatrom iz 2. st.) i Urbs Orientalis (istočni grad s episkopalnim centarom). Manastirine su najvažniji lokalitet iz starokršćanskog razdoblja Salone s grobom sv.Dujma. Od srednjovjekovnih lokaliteta unutar arheološke zone Solina najvažniji su Gospin otok i utvrda Gradina.

## Zaštita
Pod oznakom Z-3936 zavedena je kao nepokretno kulturno dobro - kulturno-povijesna cjelina, pravna statusa zaštićena kulturnog dobra, klasificirano kao "arheološka baština".